# Кузнецов, Вячеслав Алексеевич (физик)
Вячесла́в Алексе́евич Кузнецо́в (1926, Бор, Нижегородская губерния — 1993) — советский и российский физик. Директор Физико-энергетического института (1968—1973).

## Биография
Родился в 1926 году городе Бор Нижегородской губернии. После окончания в 1950 году Московского энергетического института работал в Физико-энергетическом институте в Обнинске Калужской области, в 1968—1973 годах был его директором.
Участвовал в экспериментальных исследованиях физических характеристик малогабаритных ядерных реакторов, разработке проектов ядерно-энергетических установок для непосредственного преобразования тепловой энергии в электрическую, создании первого в мире термоэмиссионного преобразователя «Топаз».
Умер в 1993 году. Похоронен на Кончаловском кладбище в Обнинске.

## Награды и премии
- Орден Ленина (1971)
- Ленинская премия (1961)
- Государственная премия СССР (1974)